# Comuna Borca, Neamț
Borca este o comună în județul Neamț, Moldova, România, formată din satele Borca (reședința), Lunca, Mădei, Pârâul Cârjei, Pârâul Pântei, Sabasa și Soci.

## Așezare
Comuna se află în extremitatea nord-vestică a județului, la limita cu județul Suceava, pe malurile Bistriței, acolo unde aceasta primește apele afluenților Borca și Sabasa. Este străbătută de șoseaua națională DN17B, care leagă Piatra Neamț de Vatra Dornei. Pe teritoriul comunei Borca se află două arii protejate: rezervația faunistică Borca (unde este protejat cocoșul de munte) și rezervația de tip acvatic Pârâul Borcuța.

## Demografie
Componența etnică a comunei Borca
     Români (89,01%)
     Romi (5,09%)
     Alte etnii (0%)
     Necunoscută (5,9%)
Componența confesională a comunei Borca
     Ortodocși (91,25%)
     Penticostali (1,86%)
     Alte religii (0,73%)
     Necunoscută (6,16%)
Conform recensământului efectuat în 2021, populația comunei Borca se ridică la 5.860 de locuitori, în scădere față de recensământul anterior din 2011, când fuseseră înregistrați 6.148 de locuitori. Majoritatea locuitorilor sunt români (89,01%), cu o minoritate de romi (5,09%), iar pentru 5,9% nu se cunoaște apartenența etnică. Din punct de vedere confesional, majoritatea locuitorilor sunt ortodocși (91,25%), cu o minoritate de penticostali (1,86%), iar pentru 6,16% nu se cunoaște apartenența confesională.

## Politică și administrație
Comuna Borca este administrată de un primar și un consiliu local compus din 15 consilieri. Primarul, Alexandra Păștinaru-Niță[*], de la Partidul Social Democrat, este în funcție din 1 noiembrie 2024. Începând cu alegerile locale din 2024, consiliul local are următoarea componență pe partide politice:
|  | Partid                          | Consilieri | Componența Consiliului | Componența Consiliului | Componența Consiliului | Componența Consiliului | Componența Consiliului | Componența Consiliului | Componența Consiliului | Componența Consiliului |
|  | ------------------------------- | ---------- | ---------------------- | ---------------------- | ---------------------- | ---------------------- | ---------------------- | ---------------------- | ---------------------- | ---------------------- |
|  | Partidul Social Democrat        | 8          |                        |                        |                        |                        |                        |                        |                        |                        |
|  | Partidul Național Liberal       | 6          |                        |                        |                        |                        |                        |                        |                        |                        |
|  | Alianța pentru Unirea Românilor | 1          |                        |                        |                        |                        |                        |                        |                        |                        |

## Istorie
La sfârșitul secolului al XIX-lea, comuna făcea parte din plasa Muntele a județului Suceava și era formată numai din satul de reședință (care avea și părțile Poiana Borcii și Poiana Socii), cu o populație de 838 de locuitori ce trăiau în 193 de case. În comună existau două pive, un fierăstrău, două biserici și o școală rurală de băieți cu 35 de elevi. La acea vreme, pe teritoriul actual al comunei mai funcționau, în aceeași plasă, și comunele Mădei și Sabasa. Comuna Mădei era formată din satele Mădei, Pârâu Cârjei, Frasini, Haleasa și Neagra Mădeiului, cu 1180 de locuitori; existau aici două biserici și o școală rurală mixtă. Comuna Sabasa, formată dintr-un singur sat, avea 822 de locuitori, o biserică de lemn și o școală mixtă. În toate comunele, principalul proprietar de terenuri era Domeniul Coroanei.
Anuarul Socec din 1925 consemnează desființarea comunei Sabasa și trecerea satului ei la comuna Borca, comună ce avea 2000 de locuitori în satele Borca, Sabasa și Soci și făcea parte din plasa Moldova a aceluiași județ. Comuna Mădei făcea parte din plasa Moldova a aceluiași județ Suceava și avea 1586 de locuitori în satele Frasinu, Hăleasa, Mădei și Pârâu Cârjii. În 1931, cele două comune, Borca și Mădei, au trecut la județul Neamț.
În 1950, comunele au fost transferate raionului Ceahlău din regiunea Bacău, comuna Mădei fiind desființată și teritoriul ei inclus în comuna Borca. În 1964, comuna Borca a trecut la raionul Piatra Neamț din aceeași regiune, pentru ca în 1968 să se revină la organizarea pe județe și comuna să revină la județul Neamț, reînființat.

## Monumente istorice
Cinci obiective din comuna Borca sunt incluse în lista monumentelor istorice din județul Neamț, toate fiind clasificate ca monumente de arhitectură: casa administratorului Domeniului Coroanei (1898) din Borca (astăzi internat școlar); ocolul silvic (1898) din același sat (astăzi școală); casa Diaconescu (secolul al XIX-lea); ocolul silvic (1928), astăzi poștă; și școala veche (1929), ultimele trei din satul Sabasa.

## Personalități locale
- Gheorghe Cartianu-Popescu (1907–1982), inginer, academician;
- Grigore L. Ioachim (1906–1976), inginer.
- Aurel Dumitrașcu, poet